# Rozsdásmellű bíbic
A rozsdásmellű bíbic (Vanellus superciliosus) a madarak osztályának lilealakúak (Charadriiformes) rendjébe, ezen belül a lilefélék (Charadriidae) családjába tartozó faj.

## Rendszerezése
A fajt Eduard Rüppell német ornitológus írta le 1886-ban, a Lobivanellus nembe Lobivanellus superciliosus néven.  Sorolják a Hoplopterus nembe Hoplopterus superciliosus néven is.

## Előfordulása
Afrika középső részén, Burundi, Csád, Kamerun, Ghána, Kenya, a Kongói Köztársaság, a Kongói Demokratikus Köztársaság, a Közép-afrikai Köztársaság, Mauritánia, Nigéria, Ruanda, Tanzánia, Togo, Uganda és Zambia területén honos.
Természetes élőhelyei a szubtrópusi vagy trópusi füves puszták, szavannák és cserjések, édesvizű tavak, folyók és patakok környékén, valamint vidéki kertek és városi régiók. Vonuló faj.

## Megjelenése
Testhossza 23 centiméter.

## Életmódja
Rovarokkal táplálkozik.

## Természetvédelmi helyzete
Az elterjedési területe nagyon nagy, egyedszáma 670-17000 példány közötti. A Természetvédelmi Világszövetség Vörös listáján nem fenyegetett fajként szerepel.